# یژی زیگمونت نواک
یژی زیگمونت نواک (لهستانی: Jerzy Zygmunt Nowak؛ ‏ زادهٔ ۵ مارس ۱۹۴۰–۲۲ اکتبر ۲۰۲۰) بازیگر اهل لهستان است. وی دانش‌آموختهٔ مدرسه ملی فیلم ووچ است.
از فیلم‌ها یا مجموعه‌های تلویزیونی که وی در آن‌ها نقش داشته است، می‌توان به اسکادران، ع چون عشق، کارآگاهان جنایی، در خیابان سپولنی، در خوشی و سختی، اجاره‌نشین‌ها، یانا، مرشد و مارگاریتا، ده فرمان ۳، رانندگان جایگزین، هفت آرزو، خاکستر، داستان ملال‌انگیز، یاوه‌نویس، خاطرات یک گناهکار، مصائب بالتازار کوبر و برادر الهی ما اشاره نمود.